# Majasaari (ö i Saarijärvi)
Majasaari är en ö  i Finland. Den ligger i sjön Pyhäjärvi och i kommunen Saarijärvi i den ekonomiska regionen  Saarijärvi-Viitasaari och landskapet Mellersta Finland, i den centrala delen av landet, 290 km norr om huvudstaden Helsingfors. Öns area är 1,14 kvadratkilometer och dess största längd är 2,7 kilometer i nord-sydlig riktning.